# Třída Blekinge
Třída Blekinge (A26) je perspektivní lodní třída konvenčních ponorek švédského námořnictva. Představuje další evolucí třídy Gotland (typ A19) (A19), přičemž ve službě nahradí ponorky třídy Södermanland (typ A17). Technologicky pokročilá třída je optimalizována pro operace v pobřežních vodách, včetně operací speciálních jednotek. Ponorky mají modulární konstrukci a budou velmi tiché, obtížně zjistitelné a s vynikajícími manévrovacími schopnostmi. Pro švédské námořnictvo byly objednány dvě jednotky této třídy. Původně měly být přijaty do služby do roku 2022. Termín byl posunut na roky 2024–2025.

## Pozadí vzniku
O nové konvenční ponorky švédské námořnictvo usilovalo už v devadesátých letech v rámci ambiciózního programu Ubåt 2000 (návrhy A21, A22 a A23). V atmosféře končící studené války od něj bylo upuštěno. Po roce 2000 byl zvažován vývoj nových ponorek ve spolupráci s Dánskem a Norskem v rámci projektu Viking (návrhy A24, A25), avšak neuskutečnil se kvůli rozpočtovým škrtům v partnerských zemích. Nakonec přípravné práce začaly roku 2005 v rámci čistě švédského projektu A26. Ve stejném roce bylo s Německem podepsáno memorandum o porozumění v oblasti ponorek. Vývojem typu A26 měl být pověřen tradiční švédský výrobce ponorek Kockums v Malmö, přičemž ponorky měly být nabízeny i pro export. Jednání o zapojení do projektu A26 probíhala například se Singapurem, jehož námořnictvo provozovalo dvě třídy švédských ponorek.
V prosinci 2007 švédská vláda objednala zahájení vývojových prací na typu A26. Vývojové práce na novém typu přitom byly zahájeny roku 2009. Projekt zkomplikovalo zakoupení loděnic Kockums německým koncernem ThyssenKrupp Marine Systems (TKMS), který sám vyvíjí vlastní ponorkové konstrukce. Přestože loděnice Kockums měly být zachovány a dále pokračovat ve vývoji typu A26, koncern TKMS ve skutečnosti zablokoval švédské pokusy o export ponorek a tím způsobil krizi. Nakonec loděnici v červnu 2014 zakoupila švédská společnost Saab, což umožnilo obnovení programu A26. V červnu 2015 švédská vláda objednala stavbu dvou ponorek typu A26.
Stavba prototypové jednotky Blekinge začala září 2015. Její kýl byl založen 30. června 2022 v loděnici Kockums v Karlskroně. Během stavby je ponorka rozdělena do pěti sekcí. Založení kýlu v tomto případě znamená spojení prvních dvou sekcí do jednoho celku. Předpokládaný termín předání jsou roky 2027 a 2028.
Jednotky třídy Blekinge:
| Jméno    | Založení kýlu   | Spuštěna | Vstup do služby | Status    |
| -------- | --------------- | -------- | --------------- | --------- |
| Blekinge | 30. června 2022 |          | 2027 (plán)     | ve stavbě |
| Skåne    |                 |          | 2028 (plán)     | objednána |

## Konstrukce
Ponorky mají modulární konstrukci, která mimo jiné usnadňuje vkládání dalších trupových sekcí v rámci modernizace. Jejich manévrovací schopnosti zlepšují záďová kormidla uspořádaná do X. Typickým znakem typu A26 je stealth tvarování věže. Na ní jsou umístěna rovněž hloubková kormidla. Klasické periskopy ve věži nahradily optotronické stožáry, které nezasahují do tlakového trupu ponorky. To umožnilo přemístění řídícího centra ponorky do přídě. Ponorky jsou vybaveny nesení speciálních jednotek a jejich operace umožňuje i jejich schopnost dosednout na mořské dno. Mezi příďovými torpédomety jsou vybaveny zatopitelným hangárem (Multi-mission portal), který může sloužit jako přechodová komora pro žabí muže, jejich plavecké dopravní prostředky a podmořské drony (např. AUV-6-MR, SubROV, Saab Double Eagle Mk.III). U kořene věže jsou navíc umístěny ještě dva vodotěsné kontejnery pro specializované vybavení.
Ponorky jsou vyzbrojeny čtyřmi příďovými 533mm torpédomety. Jejich hlavní zbraní jsou po vodiči naváděná těžká torpéda Torped-62. Dále z nich mohou být vypouštěna po vodiči naváděná lehká 400mm torpéda. V jejich případě se do jednoho torpédometu vejdou dva kusy. Postřelováno může být několik cílů najednou. Dále ponorky ponesou až tři šestinásobná vertikální odpalovací sila pro střely s plochou dráhou letu Tomahawk.
Pohonný systém tvoří dva diesely, pohánějící jeden sedmilistý lodní šroub. Při plavbě pod hladinou ponorky využívají pohon nezávislý na přístupu vzduchu (AIP – Air Independent Propulsion) se čtyřmi stirlingovými motory Kockums. Autonomie provozu dosahuje 45 dnů, z toho osmnáct dnů při plavbě pod vodou.

## Export
Pro export jsou nabízeny tři základní verze ponorky, označené Pelagic (výtlak 1 000 tun), Oceanic (2 000 tun) a Oceanic (Extended Range) (výtlak 3 000 tun).
Počátkem roku 2015 podepsaly loděnice Saab Kockums Naval Systems a nizozemská Damen Group dohodu o spolupráci na vývoji ponorek, které budou moci v budoucnu nahradit ponorky nizozemské třídy Walrus v rámci programu WRES (Walrus Replacement Program). Ponorka bude vyvinuta na základě třídy Blekinge, přičemž patrně bude mít větší rozměry a pohon AIP. V prosinci 2019 se tento projekt dostal do užšího výběru na náhradu třídy Walrus. Saab v soutěži soupeří s francouzskou loděnicí Naval Group a německou Thyssenkrupp Marine Systems.
Ponorky třídy Blekinge jsou nabízeny pro polský modernizační program Orka.